# 에스카롯푸

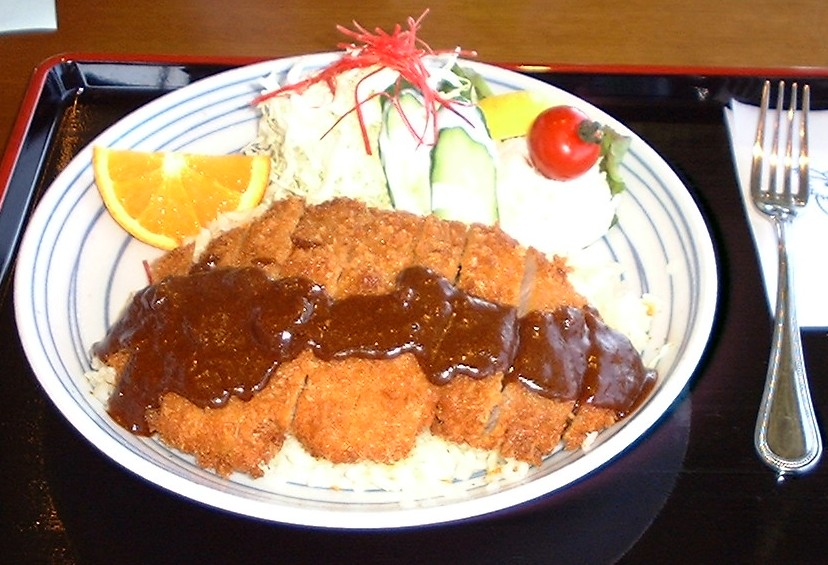

에스카롯푸(エスカロップ)는 에스칼로프에서 명칭이 유래한 일본 네무로시의 요리로 버터나 케첩으로 볶은 밥에 얇은 포크카츠를 올리고 데미글라스 소스를 얹은 요리다.

## 같이 보기
- 치킨 라이스
- 버터 라이스
- 포크 커틀릿
- 에스칼로프